# 伊朗拉比谷钢铁公司
伊朗拉比谷钢铁公司（IGISCO，波斯語：‎)是一家位于亞茲德省的伊朗企业，主要生产海绵铁。

## 历史
伊朗拉比谷钢铁公司成立于2006年，由伊米德罗(IMIDRO)、拉比谷投资公司、查多尔马鲁矿业和工业公司以及伊朗合金钢公司合作创立。该公司位于阿尔达坎以西25公里处，毗邻查多尔马鲁的球团生产单元和阿尔法钢铁公司，占地86公顷。公司的目标是年产80万吨海绵铁，以满足亞茲德省冶炼和铸造单位以及伊朗其他钢铁生产商的需求。

## 产品
伊朗拉比谷钢铁公司有两种主要产品和三种副产品。海绵铁是公司的主要产品。公司使用"MIDREX工艺"技术将铁矿石球团转化为海绵铁。生产海绵铁后，其细粉被转化为冷压块铁，这是公司的第二种主要产品。除了这两种产品外，海绵铁细粉、球团细粉和海绵铁污泥构成了公司的三种副产品。